# Gabriela Rivera

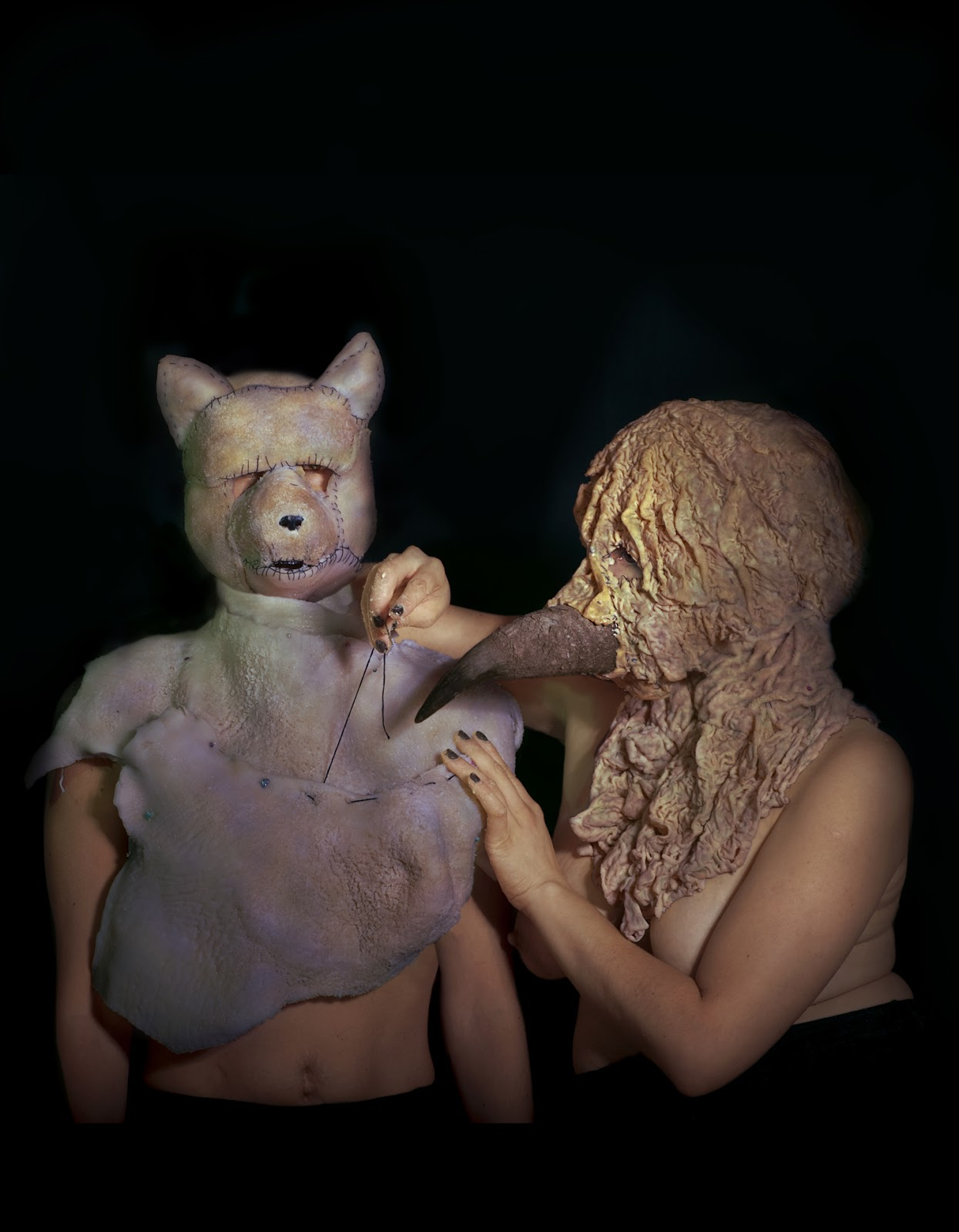
Encuentro zorra-arpía. (2012-2015). Proyecto fotográfico de autorretratos "Bestiario"

María Gabriela Rivera Lucero (Santiago, 4 de noviembre de 1977) es una artista visual, fotógrafa y feminista chilena.

## Biografía
Egresada de Licenciatura en Arte de la Universidad de Chile (2003) con estudios de diploma en Fotografía de la Pontificia Universidad Católica de Chile.

## Obra
Sus obras transitan desde la fotografía hasta la performance en espacios públicos y privados. Ha participado de exposiciones fotográficas en Museos, Galerías y Bibliotecas Públicas.
De acuerdo a las obras fotográficas "Presentción Personal" (2006) y Bestiario, Alejandra Castillo expone que estas obras de Gabriela Rivera exhiben imágenes intolerables de la realidad del cuerpo de las mujeres: "La carne como la causa ausente que organiza, una y otra vez, el cuerpo de las mujeres en relación a un significante rígido: lo femenino"
Ofendas Fotográficas: Proyecto de producción e investigación fotográfica a cargo de Gabriela Rivera y Andrea Herrera Poblete, en articulación con otras mujeres fotógrafas y feministas chilenas (Pía Acuña, Kena Lorenzini, Andrea Herrera, Sumiko Muray, Ximena Riffo, Zaida González, Mariana Gallardo, Marcela Bruna, Macarena Peñaloza y Jocelyn Rodríguez). Dicha iniciativa nace frente a la necesidad de visibilizar la violencia de género a partir de la creación fotográfica e investigación artística.
Dentro de sus obras (series fotográficas e instalaciones), destacan:
- Cría Cuervas (2016)
- Maternidades culposas (2015 en adelante)
- Bestiario (2012-2015)
- Estudios de Anatomía (s/f)
- Proyecto Dérmico (2008-2010)
- Proyecto Muñeca inflable (2006-2007)
- Proyecto Chica de calendario (2006-2007)
- Presentación Personal (2004-2006)
- Filosofía en el Tocador (2004)

Junto a Alejandra Ugarte Zamorano (Señorita Ugarte) y la fotógrafa Zaida González, conforman la colectiva de mujeres artistas “Mis 3 Señoritas” (2004), grupo que inicia un trabajo desde las artes visuales y el feminismo a partir de sus experiencias previas universitarias, espacios que también invisibilizan a las mujeres artistas y el feminismo. Actualmente, continúan trabajando Gabriela Rivera y Señorita Ugarte.
Participa junto a Señorita Ugarte y con la artista visual Jessica Valladares de la Escuela de Arte Feminista creada el año 2015, instancia que trabaja desde los saberes del feminismo y cuya propuesta apunta a la construcción de un espacio “…para el desarrollo y exploración de las artes desde una mirada latinoamericana antipatriarcal y decolonial”